# Wolfgang-Köhler-Primaten-Forschungszentrum
Das Wolfgang-Köhler-Primaten-Forschungszentrum (engl. Wolfgang Köhler Primate Research Center, WKPRC) in Leipzig erforscht Verhalten und Kognition (Wahrnehmungsfähigkeit) der vier Menschenaffenarten der Orang-Utans, Gorillas, Schimpansen und Bonobos. Es wurde in Anerkennung seines Werks über die mentalen Fähigkeiten der Menschenaffen nach dem Psychologen Wolfgang Köhler benannt.

## Aufbau
Das Forschungszentrum unter der Trägerschaft der Max-Planck-Gesellschaft (MPG) ist ein Projekt der Abteilung Vergleichende und Entwicklungspsychologie des Max-Planck-Instituts für evolutionäre Anthropologie, es ist in den Zoo Leipzig integriert, und die Zoobesucher haben die Möglichkeit, die Menschenaffen in den Außen- und Innengehegen der Anlage Pongoland (abgeleitet vom wissenschaftlichen Gattungsnamen Pongo der Orang-Utans) zu beobachten und sich über die Durchführung der wissenschaftlichen Studien zu informieren.
Mittelpunkt des Wolfgang-Köhler-Primaten-Forschungszentrums ist eine 12 bis 19 Meter hohe und 1.600 m² große Tropenhalle mit einem ETFE-Foliendach als Warmhaus. Die Hauptnutzfläche des vom Architekten Herbert Kochta aus München entworfenen Gebäudes beträgt 2.900 m², der umbaute Raum 34.000 m³. Fünf naturnahe Anlagen sind jeweils in einen Innen- und Außenbereich gegliedert. Die Innenanlagen befinden sich im Warmhaus. Mit künstliche Felsen- und Uferlandschaften und einem tropischen Baumbestand wurden die Lebensbedingungen der Tiere nachgestaltet. Wasser- und Trockengräben sowie in Ausnahmefällen auch Panzerglas trennen die Menschenaffen von den Besuchern. Die Tiergehege des Pongolands umfassen 24.705 m² Außenflächen (12.210 m² Gehege, 4.645 m² Wassergräben mit 1,3 Meter Tiefe und bis zu 10 Metern Breite sowie 7.850 m² Besucherwege und Grünflächen). Die Gebäudefläche beträgt 3.255 m² (1.307 m² Gehege und Trockengräben, 581 m² Innenbegrünung und 1.250 m² Dachbegrünung). Die Forschungseinrichtung ist damit die weltweit größte Menschenaffenanlage. Die Planung der gesamten Anlage übernahm das Architekturbüro Rasbach aus Oberhausen.
In der Einrichtung wird wissenschaftliche Forschung mit zeitgemäßer Tierhaltung und -präsentation verbunden, dieses Konzept stellte eine weltweite Neuerung dar. Für den Zoobesucher stellt sich Pongoland als Nachbildung eines Forschercamps an der Elfenbeinküste in einem Urwalddorf dar.
Der Forschungsgegenstand ist die reine passive verhaltenspsychologische Beobachtung, d. h. Tierexperimente und Tierversuche im herkömmlichen Sinne finden in der Forschungseinrichtung nicht statt, kein Forscher bedrängt oder berührt die Tiere, die Distanz zu ihnen bleibt immer gewahrt. Die Wissenschaftler spielen quasi mit den Menschenaffen und beobachten dabei ihr soziales und kulturelles Verhalten.
Die Forschungseinrichtung beschäftigt 9 Wissenschaftler und 14 Tierpfleger. Leiter des Wolfgang-Köhler-Primaten-Forschungszentrums sind der amerikanische Anthropologe Michael Tomasello und der spanische Tierpsychologe Josep Call.

## Geschichte
1997 suchte die Max-Planck-Gesellschaft eine namhafte Universitätsstadt in den neuen Bundesländern mit einem Zoo, der über Erfahrungen mit Menschenaffen verfügte, um dort eine Primaten-Forschungsstätte zu errichten. Die Max-Planck-Gesellschaft entschied sich für Leipzig als Standort für eine Forschungseinrichtung nach dem Vorbild des Yerkes National Primate Research Center in Atlanta. Es wurde ein Grundstück innerhalb des Zoos zur Verfügung gestellt und der Max-Planck-Gesellschaft das Erbbaurecht gewährt, um dort das Forschungszentrum zu bauen.
Der Grundstein der Anlage wurde am 3. Mai 1999 gelegt. Die Baukosten betrugen rund 28 Millionen DM. Am 1. April 2001 fand in Anwesenheit des damaligen sächsischen Ministerpräsidenten Kurt Biedenkopf die Eröffnung statt.

## Tiere
In der Anlage Pongoland des Wolfgang-Köhler-Primaten-Forschungszentrums sind Sumatra-Orang-Utans, Westliche Flachland-Gorillas, Schimpansen und Bonobos beheimatet. Neben einer großen Schimpansenzuchtgruppe wird noch eine zweite kleinere Schimpansengruppe gehalten.

### Orang-Utans

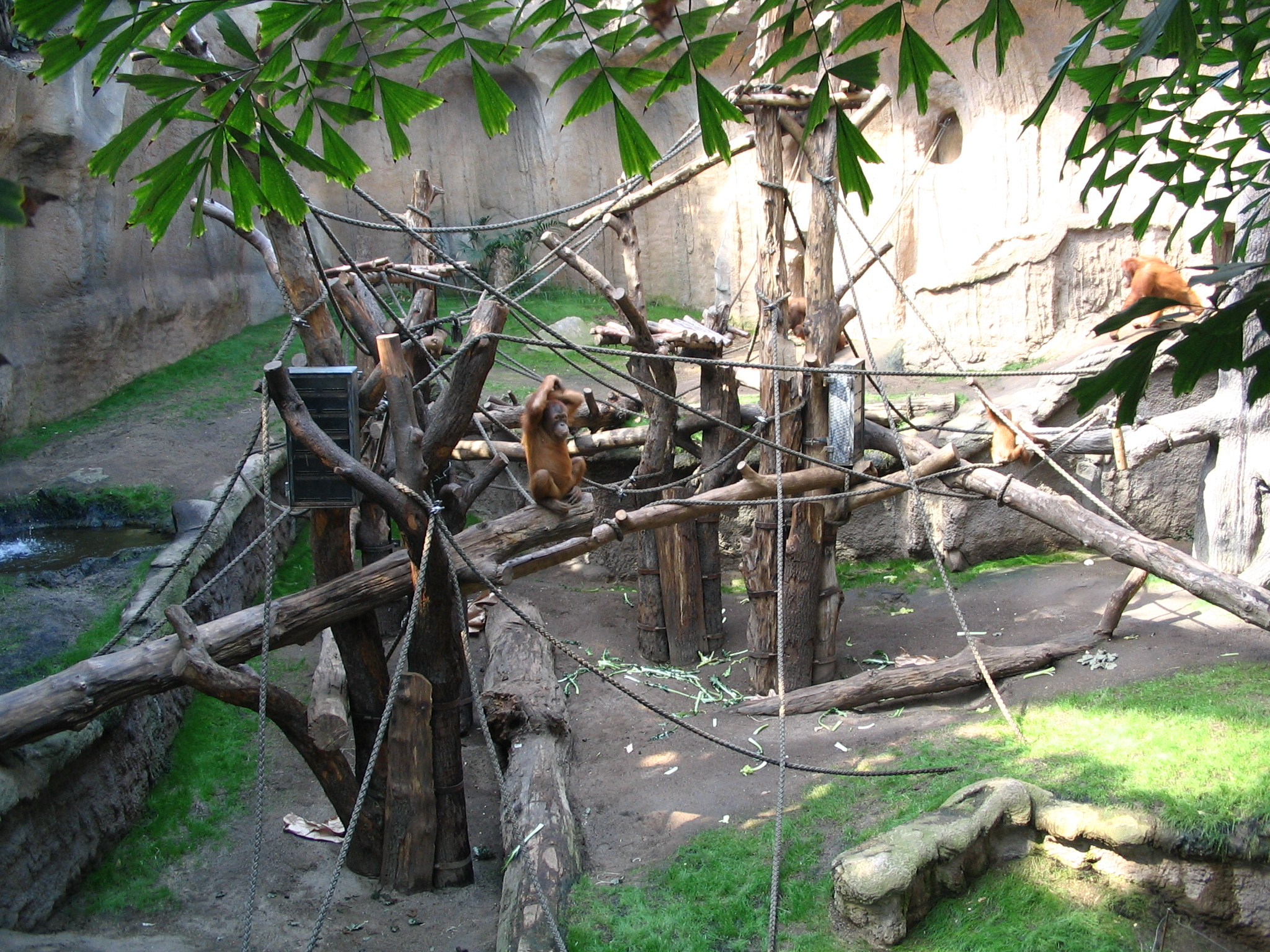
Innengehege der Orang-Utans

Der erfolgreich züchtenden Gruppe Sumatra-Orang-Utans steht eine Innenanlage von 185 m² und eine Außenfläche von 1870 m² zur Verfügung, ausgestattet mit zahlreichen Kletterbäumen und Seilen.
Die siebenköpfige Gruppe besteht momentan aus folgenden Tieren:
- Männchen
- Bimbo (* 20. September 1980 in Duisburg, seit Dezember 2000 in Leipzig)

- Weibchen
- Pini (* 30. Juni 1988 in Leipzig, Tochter von Dunja)
- Dokana (* 31. Januar 1989 in Dresden, seit Mai 2002 in Leipzig)
- Padana (* 18. November 1997 in Leipzig, Tochter von Pini)
- Raja (* 26. September 2003 in Leipzig, Tochter von Pini)
- Sari (* 12. August 2017 in Leipzig, Tochter von Bimbo und Padana)
- Lursa (* 21. August 2021 in Leipzig, Tochter von Bimbo und Raja)

Am 27. Oktober 2009 verstarb die Stammmutter der Leipziger Gruppe, Dunja (* 19. April 1973 im Tierpark Berlin-Friedrichsfelde, seit 1976 in Leipzig) überraschend auf der Innenanlage des Pongolandes an einer Lungenentzündung.

### Gorillas
Auf der Gorilla-Anlage leben zurzeit zwei männliche und vier weibliche Westliche Flachland-Gorillas:
- Männchen
- Abeeku (* 5. Mai 1999 in Rotterdam/Niederlande, seit August 2012 in Leipzig)[5]
- Kio (* 6. Dezember 2018 in Leipzig, Sohn von Abeeku und Kumili)

- Weibchen
- Kibara (* 13. Januar 2004 in Leipzig, Tochter von Gorgo und Viringika)[5]
- Kumili (* 23. Januar 2004 in Chessington/England, seit November 2012 in Leipzig)[5]
- Diara (* 11. März 2014 in Leipzig, Tochter von Abeeku und Kumili)[5]
- Kianga (* 6. Dezember 2016 in Leipzig, Tochter von Abeeku und Kibara)[6]

Silberrücken Gorgo (* 28. Juni 1981 in Krefeld) und Weibchen Bebe (* Juni 1979 in der Wildnis) wurden im Juli 2012 nach Rostock abgegeben, wo die beiden ihren Lebensabend im neuen "Darwineum" verbringen. Das Weibchen Viringika zeigte sich gegenüber dem jungen Weibchen Kumili aggressiv und wurde deshalb nach mehrmonatiger Abtrennung im Jahr 2014 nach Port Lympne in England abgegeben.
Den Gorillas steht eine Innenanlage von 246 m² und eine Außenanlage von über 2400 m² zur Verfügung, die den Tieren neben zahlreichen Klettermöglichkeiten auch die notwendige Möglichkeit bietet, sich dem Auge des Besuchers zu entziehen.

### Schimpansen
Die Schimpansengruppen des Pongolandes zählen zu den größten Gruppen dieser Art in Europa. Der großen Zuchtgruppe aus Westafrikanischen Schimpansen und zweier Hybridschimpansenweibchen mit Nachwuchs stehen in der Halle 417 m² zur Verfügung, die großflächige Außenanlage umfasst 4125 m² und bietet den Tieren Klettermöglichkeiten und zahlreiche Rückzugsräume.
Die Zuchtgruppe umfasst derzeit (Stand 09/2022) sechs männliche und dreizehn weibliche Tiere, wovon fünf Weibchen Hybriden und sterilisiert sind:
- Männchen
- Frodo (* 28. November 1995 im Zentrum für Angewandte Naturwissenschaftliche Forschung (TNO), Rijswijk/Niederlande, seit Februar 2001 in Leipzig, Sohn von Robert und Natasha)
- Azibo (* 14. April 2015 in Leipzig, Sohn von Swela)
- Ohini (* 25. März 2016 in Leipzig, Sohn von Kisha)
- Makeni (* 14. März 2018 in Leipzig, Sohn von Natasha)
- Frank (* 25. Dezember 2019 in Leipzig, Sohn von Kisha)
- Badu (* 23. Dezember 2021 in Leipzig, Sohn von Corry)

- Weibchen
- Fraukje (* 6. April 1976 im Zentrum für Angewandte Naturwissenschaftliche Forschung (TNO), Rijswijk/Niederlande, seit Februar 2001 in Leipzig)
- Corry (* 12. Dezember 1976 im Zentrum für Angewandte Naturwissenschaftliche Forschung (TNO), Rijswijk/Niederlande, seit Februar 2001 in Leipzig)
- Riet, Hybrid-Weibchen (* 11. November 1977 im Zentrum für Angewandte Naturwissenschaftliche Forschung (TNO), Rijswijk/Niederlande, seit Februar 2001 in Leipzig)
- Natasha (* 28. März 1980 im Zentrum für Angewandte Naturwissenschaftliche Forschung (TNO), Rijswijk/Niederlande, seit Februar 2001 in Leipzig)
- Maja, Hybrid-Weibchen (* 1. Mai 1986 in Hannover, im Januar 2016 aus Ostrava übernommen)
- Sandra, Hybrid-Weibchen (* 9. Juni 1993 im Zentrum für Angewandte Naturwissenschaftliche Forschung (TNO), Rijswijk/Niederlande, seit Februar 2001 in Leipzig, Tochter von Robert und Riet)
- Swela (* 19. Oktober 1995 in Basel/Schweiz, seit März 2005 in Leipzig)
- Zira, Hybrid-Weibchen (* 3. Juni 1997 in Ostrava, Tochter von Maja, im Januar 2016 aus Ostrava übernommen)
- Tai, Hybrid-Weibchen (* 12. August 2002 in Leipzig, Tochter von Robert und Riet)
- Kisha (* 4. März 2004 in Osnabrück, seit September 2013 in Leipzig)
- Changa (* 3. März 2011 in Kopenhagen, seit Dezember 2019 in Leipzig)
- Youma (* 25. März 2018 in Leipzig, Tochter von Corry)
- Karola (* 1. Mai 2020 in Leipzig, Tochter von Fraukje)

Die zweite Schimpansengruppe, auch B-Gruppe genannt, besteht aus Hybriden, einem weiblichen Westafrikanischen- und zwei weiblichen Ostafrikanischen Schimpansen, mit denen aus genetischen- oder Altersgründen keine Zucht mehr stattfinden soll. Den Tieren stehen innen 177 m² und außen 1375 m² zur Verfügung.
Die Gruppe besteht derzeit (Stand 12/2020) aus einem sterilisierten Männchen und fünf Weibchen unterschiedlichen Alters:
- Männchen
- Alex, Hybrid-Männchen (* 10. März 2001 im Safaripark Plaisance-du-Touch/Frankreich, seit Mai 2002 in Leipzig)

- Weibchen
- Jeudi, Ostafrikanisches Schimpansenweibchen (* ~1966, seit Mai 2013 in Leipzig, aus dem Affenauffangzentrum Aalpamere/Niederlande übernommen)
- Frederike, Ostafrikanisches Schimpansenweibchen (* ~1974, seit Mai 2013 in Leipzig, aus einem Affenauffangzentrum/Niederlande übernommen)
- Daza, Westafrikanisches Schimpansenweibchen (* ~1979, seit Mai 2013 in Leipzig, aus dem Affenauffangzentrum Aalpamere/Niederlande übernommen)
- Hope, Hybrid-Weibchen (* 14. Dezember 1990 in Jerusalem/Israel, im Januar 2016 aus Ostrava übernommen)
- Bambari, Hybrid-Weibchen (* 8. Dezember 2000 in Ostrava/Tschechien, Tochter von Hope, im Januar 2016 aus Ostrava übernommen)

### Bonobos
Die momentan dreizehnköpfige Bonobogruppe (Stand 07/2021) bewohnt eine Innenanlage von 282 m², die den Tieren Klettermöglichkeiten in bis zu 10 m Höhe gewährt und mit einem Netz überspannt ist. Die großflächige Außenanlage, 2375 m² groß, erlaubt es den Tieren, bis zu 25 m hohe lebende alte Bäume zu beklettern.
Die Gruppe besteht zurzeit aus folgenden Individuen:
- Männchen
- Joey (* 13. Dezember 1982 in Antwerpen/Belgien, seit März 2001 in Leipzig)
- Jasongo (* 2. August 1990 in Wuppertal, seit Mai 2011 in Leipzig)
- Kuno (* 26. November 1996 in Stuttgart, seit März 2001 in Leipzig)
- Kasai II (* 9. Januar 2013 in Leipzig, Sohn von Yasa)
- Yaro (* 18. April 2013 in Leipzig, Sohn von Lexi)
- Tayo (* 22. Juli 2016 in Leipzig, Sohn von Lexi)
- Sumai (* 19. Juni 2018 in Leipzig, Sohn von Yasa)
- Hodari (* 3. Februar 2020 in Leipzig, Sohn von Lexi)

- Weibchen
- Yasa (* 27. August 1997 im Twycross Zoo/England, seit Mai 2004 in Leipzig)
- Lexi (* 13. September 1999 in Jacksonville/USA, seit Mai 2012 in Leipzig)
- Luiza (* 27. Januar 2005 in Leipzig, Tochter von Ulindi)
- Amira (* 15. Mai 2017 in Leipzig, Tochter von Yasa, Aufzucht durch Lexi)
- Gerda (* 30. April 2021 in Leipzig, Tochter von Luiza)

Bonoboweibchen Ulindi (* 10. Oktober 1993 in Frankfurt, seit Mai 2001 in Leipzig) und ihr Sohn Loto (* 2. September 2009 in Leipzig) wurden im Mai 2013 nach Romagne/Frankreich abgegeben.

### Andere Tierarten
In der Tropenhalle leben mehrere afrikanische Vogelarten. Hierzu zählen:
- Starweber
- Veilchenastrilde
- Rotbrust-Samenknacker
- Dreifarben-Glanzstare
- Lappenstare
- Ostafrikanische Graubülbüls
- Flammenkopf-Bartvögel
- Weißscheitelrötel
- Senegalamarante
- Schildturakos

## Radiosendung
- Planck in Pongoland. Primatenforschung im Leipziger Zoo. SWR 2, 15. April 2002 (Autor: Konrad Lindner, Redaktion: Detlef Clas)